# Li Vej-feng
Li Vej-feng (Li Weifeng) (李玮峰, pinjin: Lǐ Wěifēng; Csangcsun (Changchun), 1978. december 1. –) kínai válogatott labdarúgó.

## Fordítás
- Ez a szócikk részben vagy egészben  a   Li Weifeng című angol Wikipédia-szócikk fordításán alapul.  Az eredeti cikk szerkesztőit annak laptörténete sorolja fel. Ez a jelzés csupán a megfogalmazás eredetét és a szerzői jogokat jelzi, nem szolgál a cikkben szereplő információk forrásmegjelöléseként.

1. ↑  Olympedia (angol nyelven), 2006